# Jean-Marie Guyau
Jean-Marie Guyau (Laval, 28. listopada 1854. – Menton, 31. ožujka 1888.) bio je francuski filozof.
Uz Fouilléa bio je najznačajniji francuski predstavnik filozofskog evolucionizma i ekstatičkoga vitalizma. U njegovoj filozofskoj misli, sveukupni bitak sadržava životni nagon, iz kojega se zatim izvode etika, religija i estetika.
Najviši stupanj razvoja života tako postaje ujedno i moralni zakon. Za njega veću važnost ima život u zajednici nego sebičnost i odvajanje od zajednice, koje smatra nećudorednima.
Glavna djela:
- Nacrt morala bez obveze i sankcije (Esquisse d’une morale sans obligation ni sanction, 1885.);
- Nereligioznost u budućnosti (L’Irréligion de l’avenir 1887.);
- Umjetnost sa sociološkog stajališta (L’Art au point de vue sociologique, 1889.).